# Loos’n Maschinn
Loos’n Maschinn, auch Loosen Maschinn genannt, ist eine der größten ehemaligen Dampfschleifereien in der bergischen Großstadt Solingen. Sie befindet sich an der Börsenstraße 87 im Stadtteil Widdert. Ihr Name rührt vom volkstümlichen Ausdruck Maschinn für Dampfschleiferei und dem Namen des Eigentümers des Gebäudes, Ernst Loos, her. Der dreistöckige Ziegelbau selbst stammt aus dem Jahr 1888 und ist seit dem 8. August 1989 als eingetragenes Baudenkmal Teil der Solinger Denkmalliste.

## Geschichte
In der Mitte des 19. Jahrhunderts entstanden die ersten Solinger Dampfschleifereien, zunächst allerdings lediglich im Bereich der Taschen- und Kofferbügelindustrie. In der Schneidwarenindustrie kam ihnen in der Anfangszeit nur eine geringe Bedeutung zu. Stattdessen erfolgte die Fertigung überwiegend traditionell in Heimarbeit in den Schleifkotten. Als die Gesenkschmiedetechnik im Schmiedebereich ab den 1880er Jahren eingesetzt wurde, hatte dies einen solchen Produktivitätsanstieg zur Folge, dass die Kapazitäten in den Kotten, in denen man die geschmiedeten Rohwaren weiterverarbeitete, nicht mehr ausreichten. Während zu Beginn dieses Industrialisierungsprozesses das Schleifen noch in Handarbeit erledigt werden musste, vermehrte man einfach die Schleiferarbeitsplätze, soweit dies räumlich möglich war. Erst der Einsatz von Dampfmaschinen ermöglichte die Mechanisierung des Schleifens. Eine Vielzahl von Dampfschleifereien entstanden im Gebiet der heutigen Stadt Solingen, Anlagen mit mehr als 200 Arbeitsplätzen waren dabei keine Seltenheit. Im Jahre 1895 gab es 107 dampfbetriebene Schleifereien im Gebiet der heutigen Stadt Solingen. Viele waren einer Gesenkschmiede angegliedert – wie im Falle der Gesenkschmiede Hendrichs – andere wiederum waren eigenständig.:122
Loos’n Maschinn war eine dieser selbständigen Dampfschleifereien; sie entstand im Jahre 1888 als zunächst zweistöckiger Bau und wie viele andere in Ziegelbauweise. Bauherr war der Landwirt und Beigeordnete der Stadt Höhscheid, Ernst Loos. Zunächst sorgte eine Dampfmaschine für den Antrieb von 120 Arbeitsplätzen in 15 Räumen, bevor kurz darauf 64 weitere Plätze in acht weiteren Räumen hinzukamen. Im Jahre 1898 wurde ein zweites Obergeschoss errichtet, darauf deutet noch immer die leicht unterschiedliche Färbung der Geschosse hin. Genau wie in den Schleifkotten hatten die Arbeiter auch in den Dampfschleifereien ihre Arbeitsplätze gemietet. Die Miete lag um die Jahrhundertwende bei sechs Mark pro Woche.:123
Ab der Jahrhundertwende setzte sich immer mehr die Elektrizität in der Solinger Wirtschaft durch. Bereits im Jahre 1918 wurde die Dampfkesselanlage von Loos’n Maschinn abgemeldet und das Gebäude verlor seine Funktion. Die vormals dampfbetriebenen Arbeitsplätze wurden nun mit Strom betrieben. So hielt sich die ursprüngliche Nutzung noch bis in das Jahr 1988, dann erhielten die verbliebenen Schleifer die Kündigung für ihre gemieteten Räume und das Gebäude sollte abgerissen werden. Am 4. Juli 1988 wurde der Abbruch des Gebäudes genehmigt. Erst die Entscheidung des zuständigen Bauministers Christoph Zöpel am 20. Juli 1989, wonach das Gebäude nicht abgerissen werden dürfe und stattdessen als Technikdenkmal erhalten werden müsse, konnte Loos'n Maschinn vor dem Abriss bewahren.:124
Das Gebäude wurde in der Folgezeit denkmalgerecht saniert und ist einer neuen Nutzung zugeführt worden. Heute befinden sich im Gebäude Wohnungen, Gewerberäume und eine Arztpraxis. In einem Raum des Gebäudes wird durch das Solinger Industriemuseum eine Außenstelle als Museum betrieben. Sie zeigt einen originalen Schleiferarbeitsplatz sowie zahlreiche Videos und Fotos. Das Museum ist in den Sommermonaten sonntags geöffnet.